# Crema da barba

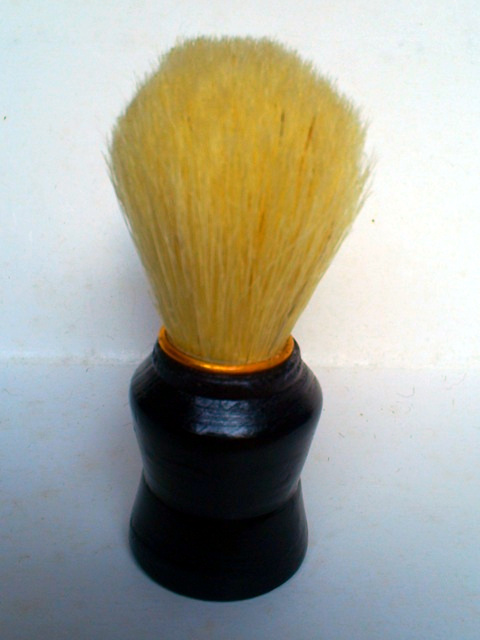
Pennello da barba per montare la crema da barba

La crema da barba è un prodotto usato per la rasatura, prevalentemente destinato ad un utilizzo congiunto con rasoi a mano libera (o shavette) e/o rasoi di sicurezza (siano essi rasoi "Double Edge"/"DE" o "Single Edge"/"SE"). 

## Descrizione
Si presenta con una consistenza cremosa ed, in generale, viene confezionata in tubetto d'alluminio per i formati fino a circa 100-150 grammi o in "vesciche" di plastiche flessibili per i quantitativi maggiori ad uso professionale (500 grammi ed oltre). La sua funzione è quella di diminuire/evitare l'eventuale insorgenza d'irritazioni causata dall'azione esfoliante del rasoio sull'epidermide, principalmente ammorbidendo la pelle (nei prodotti più elaborati alcune sostanze hanno anche un ulteriore effetto idratante) e rendendo il pelo meno ispido. Essa può essere "montata" sia direttamente sul volto (tecnica detta del "face lathering"), oppure in un'apposita ciotola, (anche in una scodellina va bene comunque) con un pennello inumidito in acqua calda e, successivamente, una volta raggiunta la consistenza desiderata, viene spalmata sull'epidermide subito prima d'eseguire la rasatura.
A differenza del sapone da barba, la crema si differenzia principalmente per la sua consistenza, nettamente più "morbida" e, secondariamente, anche per il suo profumo spesso più marcato, grazie alla frequente aggiunta di opportuni oli essenziali (es. all'eucaliptolo, alla canfora, alle mandorle, etc.).
In passato la crema da barba veniva prodotta anche da note marche di alta profumeria: oggi, purtroppo, il suo uso è stato fortemente ridimensionato dalla più pratica schiuma da barba in bomboletta pronta all'uso; pertanto la si continua a trovare solo prevalentemente presso poche famose case specializzate in prodotti per la cura personale e per acconciature maschili.
Bisogna comunque puntualizzare che l'utilizzo congiunto del sapone/crema da barba con pennello sono nettamente migliori rispetto alle più comuni e blasonate schiume da barba in bombolette spray, poiché l'azione meccanica di massaggiamento e detersione del sebo dalla cute ad opera del pennello, il maggior tempo destinato all'idratazione cutanea e l'assenza di alcune sostanze propellenti usate nelle bombolette, rendono la rasatura più dolce e meno traumatica per la pelle che, quindi, risulterà anche meno propensa ad irritarsi (specialmente sul collo) per coloro che hanno una pelle più delicata. Inoltre c'è pure da considerare il pesante impatto ambientale dato dallo smaltimento annuo procapite delle bombolette (alluminio e plastiche) e delle sostanze gassose in esse presenti.